# 湊吉正
湊 吉正（みなと よしまさ、1931年11月17日 - ）は、日本の国語教育学者。筑波大学名誉教授。

## 来歴
福岡県飯塚市生まれ。東京育ち。東京都立日比谷高等学校卒、1954年東京教育大学言語学科卒、同助手、NHK放送文化研究所員、千葉大学教育学部講師、助教授、1972年東京教育大学助教授、1976年筑波大学助教授、教授、1995年定年退官、名誉教授、桜花学園大学学長。日本国語教育学会会長を務めた。2018年秋の叙勲で瑞宝中綬章を受章。

## 著書
- 『国語教育論ノート』明治書院 1975
- 『国語教育新論』明治書院 1987

### 共編著
- 『国語教材研究シリーズ 12　言語教材編』桑原隆共編著 桜楓社 1981
- 『国語教材研究資料 中学・高等学校編』安西廸夫共編著 桜楓社 1982
- 『表現学大系 各論篇 第28巻 随筆・紀行の表現』編 教育出版センター 1995
- 『新編小学校国語科教育法』野地潤家共編 おうふう 2002
- 『新編中学校高等学校国語科教育法』野地潤家共編 おうふう 2002

### 監修
- 『チャレンジ小学漢字辞典 新デザイン版』ベネッセコーポレーション 2002

## 参考
- 桑原隆「湊吉正先生退官記念号の刊行に寄せて ／ 経歴等 ／ 主要著書・論文」『人文科教育研究』第22巻、人文科教育学会、1995年8月、i-viii、CRID 1390572174616995200、doi:10.15068/00130749、ISSN 0913-1434。